# Szeghalom

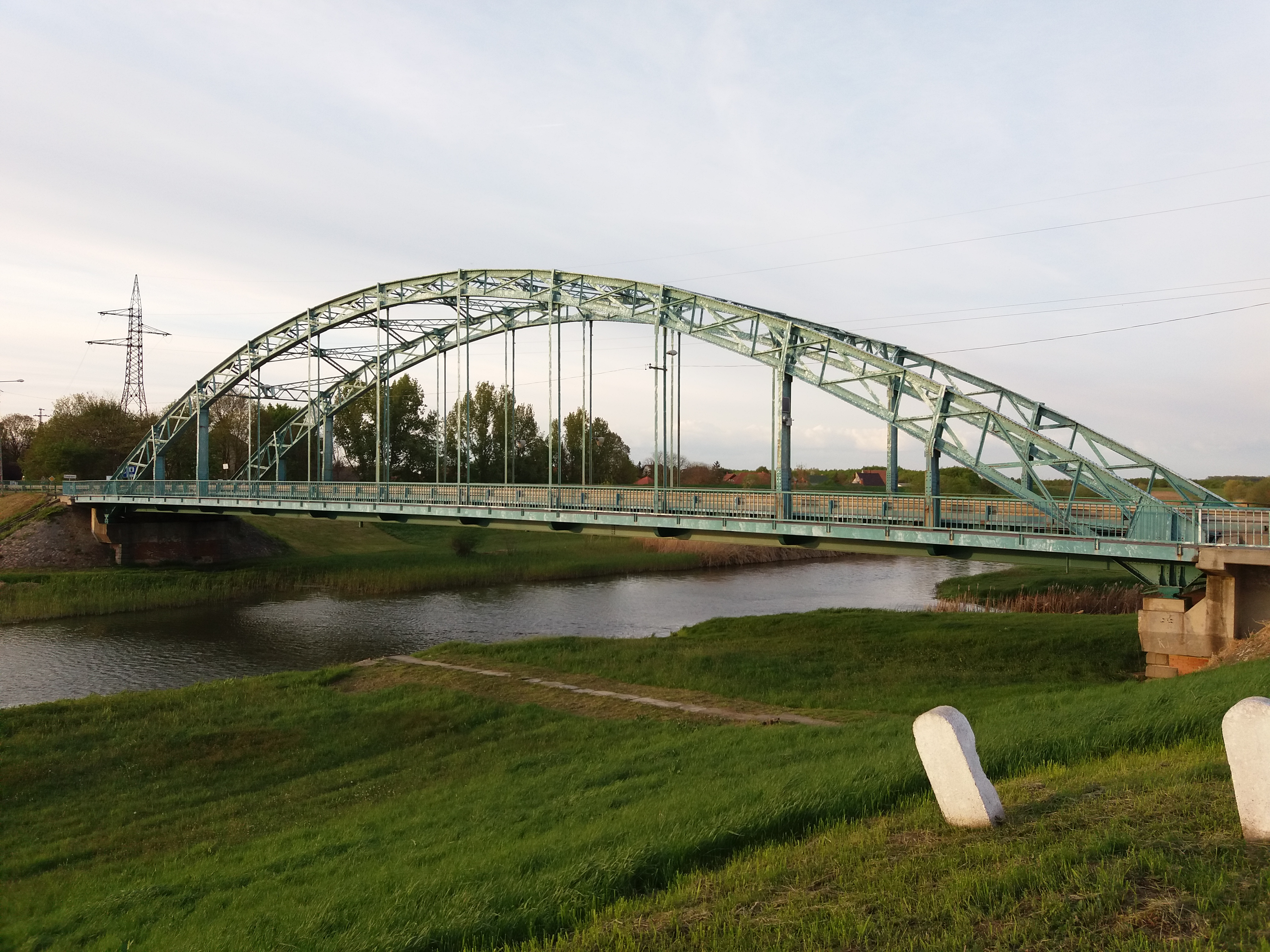
Bron över Barcău i Szeghalom.

Szeghalom är en mindre stad i Ungern med 8 526 invånare (2020).